# Coupe d'Asie du Sud de football des moins de 16 ans
Le Championnat d'Asie du Sud de football des moins de 16 ans est une compétition de football réunissant la plupart des pays du Sud de l'Asie. La compétition est organisée par la Fédération d'Asie du Sud de football (SAFF).

## Palmarès
| Année | Hôte       | Finale     | Finale             | Finale     | Match pour la troisième place | Match pour la troisième place | Match pour la troisième place |
| Année | Hôte       | Vainqueur  | Score              | Finaliste  | 3e place                      | Score                         | 4e place                      |
| ----- | ---------- | ---------- | ------------------ | ---------- | ----------------------------- | ----------------------------- | ----------------------------- |
| 2011  | Népal      | Pakistan   | 2-1                | Inde       | Népal                         | 2-1                           | Bangladesh                    |
| 2013  | Népal      | Inde       | 1-0                | Népal      | Bangladesh                    | 1-0                           | Afghanistan                   |
| 2015  | Bangladesh | Bangladesh | 1-1 (4 t.a.b. à 2) | Inde       | Afghanistan et Népal n/a(1)   | Afghanistan et Népal n/a(1)   | Afghanistan et Népal n/a(1)   |
| 2017  | Népal      | Inde       | 2-1                | Népal      | Bangladesh                    | 8-0                           | Bhoutan                       |
| 2018  | Népal      | Bangladesh | 1-1 (3 t.a.b. à 2) | Pakistan   | Inde                          | 1-0                           | Népal                         |
| 2019  | Inde       | Inde       | 7-0                | Népal      | Bangladesh et Sri Lanka       | Bangladesh et Sri Lanka       | Bangladesh et Sri Lanka       |
| 2022  | Sri Lanka  | Inde       | 2-0                | Népal      | Bangladesh et Sri Lanka       | Bangladesh et Sri Lanka       | Bangladesh et Sri Lanka       |
| 2023  | Bhoutan    | Inde       | 2-0                | Bangladesh | Pakistan et Maldives          | Pakistan et Maldives          | Pakistan et Maldives          |

1Le match pour la 3e place entre les deux équipes éliminées en demi-finale n'a pas été disputé en 2015.

## Bilan par pays
| Victoires | Pays       | Année(s)                       |
| --------- | ---------- | ------------------------------ |
| 5         | Inde       | 2013, 2017, 2019, 2022 et 2023 |
| 2         | Bangladesh | 2015 et 2018                   |
| 1         | Pakistan   | 2011                           |